# 自然エネルギー財団
公益財団法人自然エネルギー財団（しぜんエネルギーざいだん）は、再生可能エネルギーの普及推進を行うための日本の公益財団法人である。

## 概要
2011年の東日本大震災による福島第一原子力発電所事故を受け、ソフトバンクの孫正義が同年に設立し、会長に就任。理事長にはスウェーデンのエネルギー庁長官であったトーマス・コーベリエルが就任した。
「自然エネルギー100%」の未来を標榜しており、「脱炭素社会」を掲げて石炭などの化石燃料を批判するが化石燃料も自然エネルギーの一種である。
本財団の英語名称は当初「Japan Renewable Energy Foundation」（日本再生可能エネルギー財団）、2017年からは「Renewable Energy Institute（再生可能エネルギー研究所）」とされている。なお「自然エネルギー」という語は、日本国内では一般的に再生可能エネルギーに類する意味で用いられる場合があるが、明確な定義が不可能であるため、学術用語としては国際的に使われない。
2016年現在、経常収益のほぼ全てを寄付金に依存している。

## 役員
| 職位              | 氏名                    | 所属                                                                                    |
| ----------------- | ----------------------- | --------------------------------------------------------------------------------------- |
| 設立者・会長      | 孫正義                  | ソフトバンク株式会社代表取締役社長                                                      |
| 評議員            | 黒川清                  | 東京大学・政策研究大学院大学 名誉教授、東海大学 特別栄誉教授、日本医療政策機構 代表理事 |
| 評議員            | 坂本龍一                | 音楽家、一般社団法人more trees 代表、東北ユースオーケストラ代表                         |
| 評議員            | 神野直彦                | 東京大学名誉教授                                                                        |
| 代表理事 理事長   | トーマス・コーベリエル  | 元スウェーデンエネルギー庁 長官                                                         |
| 代表理事 副理事長 | 末吉竹二郎              | 国連環境計画・金融イニシアティブ (UNEP FI) 特別顧問                                     |
| 常務理事          | 大野輝之                | 公益財団法人自然エネルギー財団 事務局長兼任                                             |
| 理事              | デヴィッド・スズキ      | ブリティッシュコロンビア大学動物学 名誉教授 デヴィッド・スズキ基金 共同設立者           |
| 理事              | エイモリー・B・ロビンス | ロッキーマウンテン研究所 共同設立者・チーフサイエンティスト・名誉会長                   |
| 理事              | ドルテ・フーケ          | ベッカー・ビュトナー・ヘルド弁護士・パートナー                                          |
| 理事              | 三輪茂基                | ソフトバンクグループ株式会社 CEOプロジェクト室室長、SBエナジー株式会社 代表取締役社長   |
| 理事              | 佐和隆光                | 滋賀大学 特別招聘教授                                                                   |
| 理事              | 国谷裕子                | ジャーナリスト                                                                          |
| 監事              | 松尾清                  | 松尾清公認会計士事務所                                                                  |

## 組織構成員
| 職位     | 氏名                   | 所属     |
| -------- | ---------------------- | -------- |
| 代表理事 | トーマス・コーベリエル | 理事長   |
| 代表理事 | 末吉竹二郎             | 副理事長 |
| 常務理事 | 大野輝之               |          |
| 事業局長 | 大林ミカ               |          |

## アドバイザー
| 職位         | 氏名             | 所属                 |
| ------------ | ---------------- | -------------------- |
| アドバイザー | 村上憲郎         | アドバイザー         |
| アドバイザー | ボー・ノーマーク | 上級政策アドバイザー |
| アドバイザー | 加藤茂夫         | 上級顧問             |